# Illa del Príncep Carles
L'illa del Príncep Carles (en anglès Prince Charles Island) és una illa de l'Arxipèlag Àrtic Canadenc, situada a la regió de Qikiqtaaluk del territori de Nunavut, Canadà.

## Geografia

Situació de l'illa del Príncep Carles

Amb una superfície de 9.521 km² és la 19a illa més gran del Canadà i la 78a més gran del món. L'illa, baixa i plana, està situada a la conca de Foxe, a l'oest de l'illa de Baffin. Està deshabitada i la seva temperatura ambiental és molt freda.

## Història
Va rebre el nom del príncep Carles de Gal·les, que va néixer l'any 1948 quan va ser descoberta oficialment aquesta illa per Albert-Ernest Tomkinson, encara que la població inuit dels voltants la coneixia des de feia segles.